# 向阳村
向阳村是中华人民共和国山东省临沂市费县马庄镇（原芍药山乡）的一个自然村，人口大约在200人左右。